# Jealousy (Offset e Cardi B)
Jealousy è un singolo dei rapper statunitensi Offset e Cardi B, pubblicato il 28 luglio 2023 come primo estratto dal terzo album in studio di Offset Set It Off.

## Video musicale
Il video musicale, diretto dal rapper stesso, è stato reso disponibile in concomitanza con l'uscita del brano attraverso il canale YouTube di Offset.

## Tracce
Testi e musiche di Kiari Kendrell Cephus, Belcalis Almánzar, Ozan Yildirim, Matthew Jehu Samuels, Jahaan Akil Sweet, Paul Beauregard, Jordan Houston, Arthur Herzog Jr. e Billie Holiday.
1. Jealousy – 2:54

## Formazione
- Offset – voce
- Cardi B – voce
- O2 – produzione
- Boi-1da – produzione
- Jahaan Sweet – produzione
- Evan LaRay – ingegneria del suono, missaggio
- JRich Ent – ingegneria del suono
- Joe LaPorta – mastering
- Angad "Bainz" Bains – missaggio
- Aresh Banaji – missaggio
- Patrizio "Teezio" Pigliapoco – missaggio
- Ignacio Portales – assistenza al missaggio
- Shareef Rupert – assistenza al missaggio

## Classifiche
| Classifica (2023) | Posizione massima |
| ----------------- | ----------------- |
| Stati Uniti       | 55                |